# Respect Party
Il Respect Party (lett. "Partito del Rispetto"), già noto come Respect – the Unity Coalition, era un partito politico di sinistra fondato il 25 gennaio 2004 a Londra, attivo in Inghilterra e in Galles.
Tale formazione nel 2012 riuscì a eleggere un deputato al Parlamento del Regno Unito, ossia George Galloway che vinse le suppletive del Collegio di Bradford West e rimase in carica fino al 2015.
Si sciolse nel 2016.